# ゼイラム2
『ゼイラム2』（ぜいらむツー）は雨宮慶太原作・監督・脚本による日本の映画作品。1994年12月17日公開。上映時間100分。1995年第26回星雲賞映画演劇部門賞受賞。

## 概要
1991年に公開された『ゼイラム』の続編である。元々は主演の森山祐子が「かっこいいヒロインを演じる」という企画が先行しており、監督の雨宮慶太自身は彼女が演じるヒロイン・イリアのキャラクターには思い入れがなかったが、森山が再び演じることに興味があったと述べている。
劇中、カヌートに呼ばれイリアを襲うバウンティハンターたちは、模型雑誌『B-CLUB』による公募で全国から集まり、撮影に貢献した。また、コスチュームは各自の自作である。

## あらすじ
異星人の賞金稼ぎ（同シリーズでは一貫して「捜索者」と呼ばれている）イリアは、盗賊カヌート一味に盗難された骨董品「カマライト」を奪い返すために、人工知能の相棒ボブ、同業者フジクロと再び地球を訪れていた。難なくカマライトを奪還したイリアは、単身で次の任務である、当局の開発した支援用戦闘ロボットとの模擬戦に向かう。
しかしカマライト目当てに裏切ったフジクロは転送機とボブを破壊、偶然イリアを見かけてベースに訪れた鉄平を捕らえてしまう。一方イリアはカヌートが雇った大勢の賞金稼ぎたちに囲まれて窮地に陥る。そこへ例の戦闘ロボットが現れ、イリアの制止も聞かず賞金稼ぎ全員を虐殺する。
しかしそのロボットには制御ユニットとして、あの恐るべき生体兵器「ゼイラム」の別個体が内蔵されていた。賞金稼ぎやカヌートの返り血によって覚醒したゼイラムによってロボットは暴走、異空間「ゾーン」を生成してイリア、フジクロ、鉄平を閉じこめてしまう。
神谷により修理されたボブのサポートの下、全身兵器の固まりであるゼイラムロボットに挑むイリア。鉄平を救うため自ら「ゾーン」に転送される神谷。3人は無事に再会し、ゼイラムを倒して脱出できるのか。

## スタッフ
- 監督： 雨宮慶太
- 原作： 雨宮慶太
- 脚本： 雨宮慶太、松本肇
- 企画協力：高橋信之
- 音楽： 太田浩一
- 美術： 高橋昭彦（現・井口昭彦）
- 操演： 根岸泉
- キャラクター造型： 前澤範
- 造型美術： 竹谷隆之
- コスチュームデザイン： 寺田克也
- デザインワーク・CG： 篠原保
- ガンエフェクトコーディネイト： 栩野幸知
- 殺陣： 阿部光男
- アクションコーディネイト： 横山誠
- ビジュアルエフェクトスーパーバイザー： 松本肇、杉木信章
- 人形アニメーション： 小杉和次
- スタジオ： 東映東京撮影所
- 現像： 東映化学
- 企画： 渡辺繁、加藤一輔
- 制作：寺田将人、日比靖浩、森恭一
- プロデューサー： 大崎裕伸
- 宣伝協力： ニッポン放送、東京国際ファンタスティック映画祭
- 製作：ゼイラム製作委員会
- 制作：エンボディメント・フィルムズ
- 制作協力：クラウド

## キャスト
- イリア： 森山祐子（スタント：大橋明、梛野素子）
- 神谷： 螢雪次朗
- 鉄平： 井田州彦
- カヌート： 栗原敏
- ヤヌキ / ゼイラム： 吉田瑞穂（スタント：横山誠）
- ハギ： 阿部光男
- コマ犬 ： 横山和博
- 道を尋ねる男 ： 小松沢陽一
- 電機店店長：平岩牧雄
- 村田： 栩野幸知
- そば屋店員：寺田克也
- ミニスカートの女：絹江れお、樹島弓子
- 田口： 渡辺哲
- ボブの声： 井上和彦
- フジクロ： サブ
- バウンティハンター：開田あや[5]、古怒田健志ほか多数

## 映像ソフト
- VHSビデオ版（バンダイビジュアル）本編＋映像特典「メイキング オブ ゼイラム2(13分)」
- 2003年にバンダイビジュアルから、DVDソフトが発売。本編100分＋映像特典45分。
- 2016年にバンダイビジュアルから、『ゼイラム』とセットになったBlu-ray BOXが発売[6]。